# Sonne
A Sonne ("Nap") az első kislemez a Rammstein német metálegyüttes Mutter című stúdióalbumáról. Eredetileg Vitalij Klicsko ukrán bokszoló bevonuló zenéje lett volna, de végül lecserélték a számot, mivel túl keménynek találták.

## Videóklip
A videóklip a Hófehérke című Grimm-mese feldolgozása. A tagok alakítják a törpéket (csak hat van, mivel az együttes hattagú). Aranyat bányásznak Hófehérkének, aki az aranypor rabja. Ez utalás a drogra is, mivel az arany itt ugyanazt a hatást váltja ki Hófehérkéből, mint a kábítószer. Érdekes, hogy míg a törpék a mai világ bányászai, Hófehérke külsője az eredeti 1937-es Disney-filméhez hasonló.
Hófehérkét egy orosz színésznő, Joulia Stepanova alakítja. A messziről fölvett jeleneteknél azonban egy magas kosárlabdázót maszkíroztak át, hogy látszódjon a méretbeli különbség Hófehérke és a törpék között. A rendező Jörn Heitmann volt, a klipet két napig forgatták 2001 januárjában.
Az együttes sok ötletet elvetett, mire előálltak ezzel az elképzeléssel. Az egyik ötlet az volt, hogy bemutatják, ahogy egy vadászgép legénysége atombombát dob egy városra. Christoph Schneider szerint "a videóban azt próbáltuk volna ábrázolni, hogyan képesek emberek szándékosan atombombát dobni másokra."

A végső választás végül a véletlenen múlt. Az együttes tagjai éppen a Hófehérke és a hét törpe című régi Disney-rajzfilmet nézték, és a háttérben ez a szám ment. A basszusgitáros, Oliver Riedel készített egy összeállítást, amiben a mesefilmből vett jeleneteket vágta össze erre a számra. A többieknek nagyon tetszett az ötlet, és végül ezt a témát választották.

## Számok
1. Sonne
2. Adios
3. Sonne (Clawfinger K.O. Remix)
4. Sonne (Clawfinger T.K.O. Remix)
5. Sonne (Instrumental)

Az Adios (spanyolul "Isten veled") a Mutter albumon is megtalálható és drog hatásairól szól.

## Külső hivatkozások
- Dalszöveg németül és angolul Archiválva 2011. május 27-i dátummal a Wayback Machine-ben